# Travail aérien
Le travail aérien recouvre les diverses activités aériennes à caractère économique tel que la lutte contre les incendies, la surveillance des frontières, l'épandage agricole etc., dès lors que cette activité utilise un type d'avion qui lui est spécifique.
Cette catégorie exclut le transport aérien, l'aviation militaire, l'aviation de tourisme et de loisirs, etc. qui disposent de catégories spécifiques.

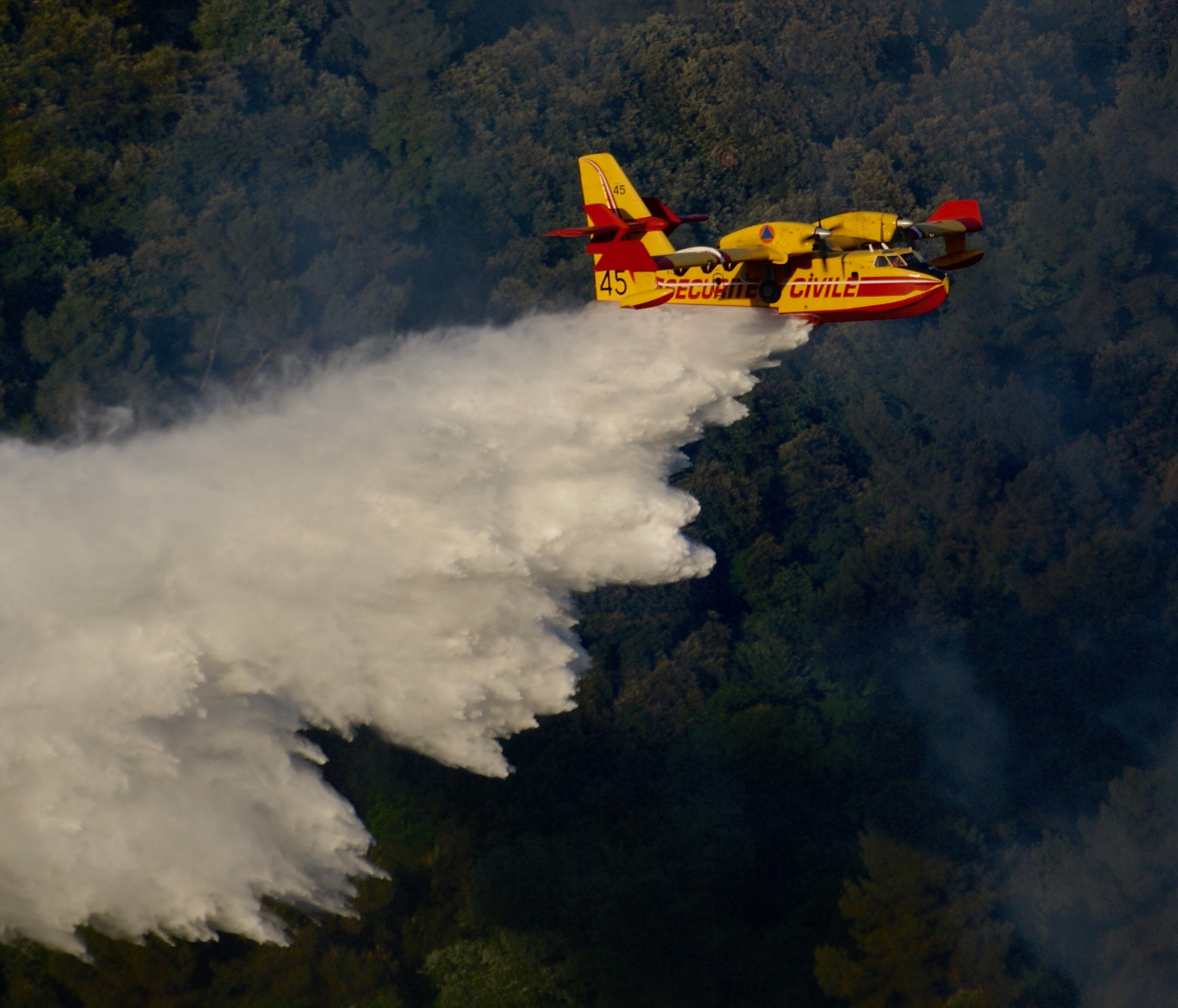
Canadair en action sur un incendie.
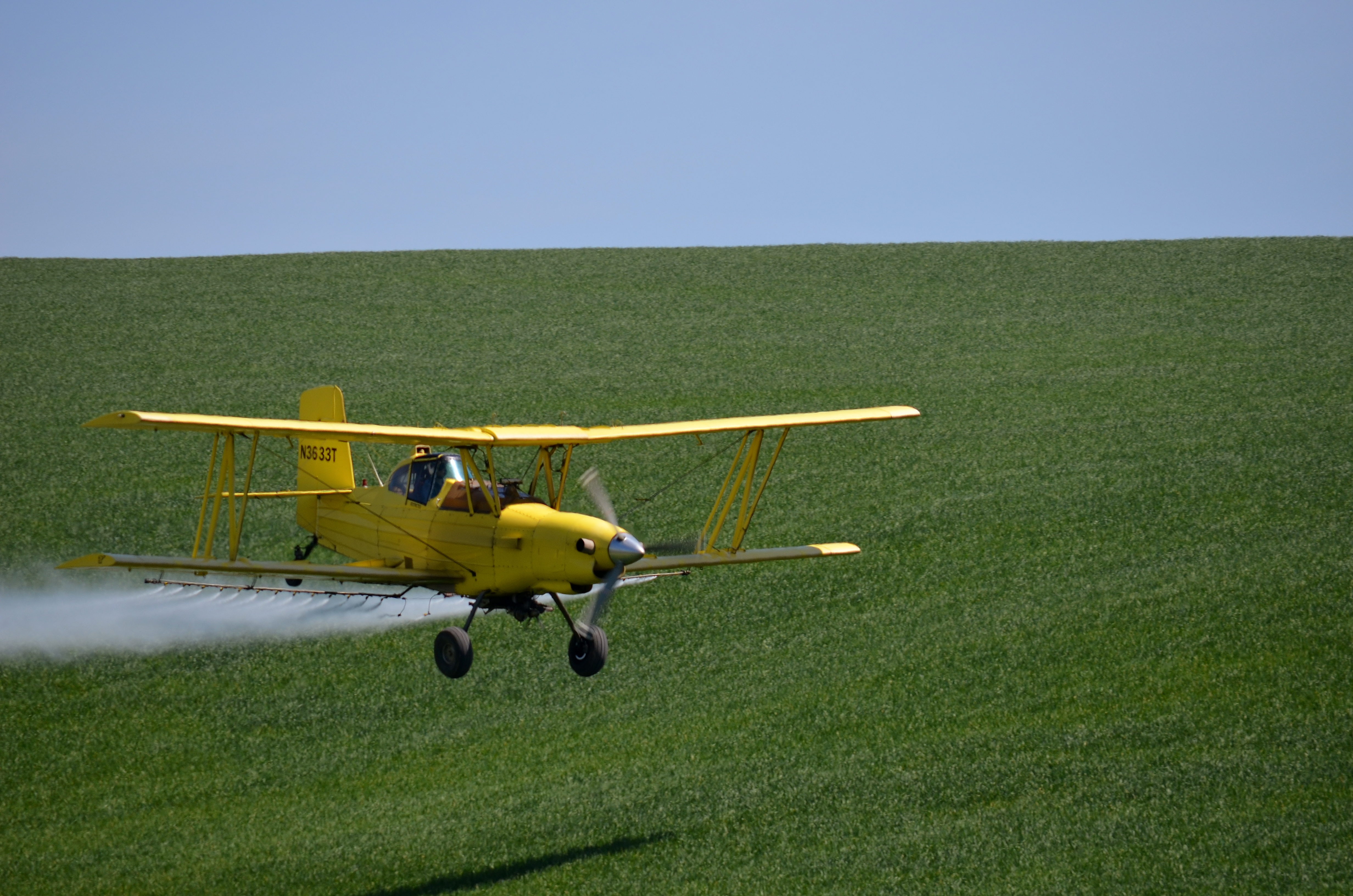
Épandage agricole.